# Delphine Claudel
Delphine Claudel (* 23. März 1996 in Remiremont) ist eine französische Skilangläuferin.

## Werdegang
Claudel, die für den La Bressaude startet, nahm von 2012 bis 2016 an U18 und U20-Rennen im Alpencup teil. Dabei belegte sie in der Saison 2015/16 den vierten Platz in der U20-Gesamtwertung. Ihre besten Platzierungen beim Europäischen Olympischen Winter-Jugendfestival 2013 in Predeal waren der 13. Platz über 7,5 km Freistil und der achte Rang mit der Mixed-Staffel. Bei den Junioren-Skiweltmeisterschaften 2014 im Fleimstal kam sie auf den 50. Platz über 5 km klassisch, auf den 34. Rang im Sprint und auf den 26. Platz im Skiathlon. Im folgenden Jahr lief sie bei den Junioren-Skiweltmeisterschaften in Almaty auf den 31. Platz über 5 km Freistil und auf den 23. Rang im Sprint. Ihre besten Resultate bei den Junioren-Skiweltmeisterschaften 2016 in Râșnov waren der 19. Platz über 10 km Freistil und der sechste Rang mit der Staffel. Zu Beginn der Saison 2016/17 startete sie in Valdidentro erstmals im Alpencup und belegte den 17. Platz über 10 km klassisch. In La Clusaz absolvierte sie ihr erstes Weltcuprennen, welches sie mit dem 51. Platz im 10-km-Massenstartrennen beendete. Im weiteren Saisonverlauf erreichte sie mit dritten Plätzen im Alpencup in Planica über 10 km Freistil und in St. Ulrich am Pillersee im 15-km-Massenstartrennen ihre ersten Podestplatzierungen und errang damit den zehnten Platz in der Gesamtwertung. Bei den U23-Skiweltmeisterschaften 2017 in Soldier Hollow belegte sie den 24. Platz im Skiathlon, den 23. Rang über 10 km Freistil und den 14. Platz im Sprint. In der Saison 2017/18 kam sie bei den U23-Skiweltmeisterschaften 2018 in Goms auf den 22. Platz über 10 km klassisch und auf den 21. Rang im Sprint und bei den Olympischen Winterspielen 2018 in Pyeongchang auf den 57. Platz über 10 km Freistil und auf den 12. Rang mit der Staffel.
Zu Beginn der Saison 2018/19 holte sie in Davos mit dem 22. Platz über 10 km Freistil ihre ersten Weltcuppunkte. Im Januar 2019 wurde sie bei den U23-Skiweltmeisterschaften in Lahti jeweils Neunte im Sprint und im 15-km-Massenstartrennen und Sechste über 10 km Freistil. Beim Saisonhöhepunkt, den Weltmeisterschaften 2019 in Seefeld in Tirol, lief sie auf den 35. Platz im Sprint, auf den 31. Rang im Skiathlon und auf den achten Platz mit der Staffel. Zum Saisonende errang sie beim Weltcupfinale in Québec den 49. Platz und erreichte den 69. Platz im Gesamtweltcup. In der Saison 2019/20 kam sie auf den 23. Platz bei der Tour de Ski 2019/20 und auf den 16. Rang bei der Skitour und erreichte damit den 32. Platz im Gesamtweltcup. Nach Platz 43 beim Ruka Tripüle zu Beginn der Saison 2020/21, errang sie den 16. Platz bei der Tour de Ski 2021 und erreichte dabei mit dem dritten Platz im 10-km-Massenstartrennen im Val di Fiemme ihre erste Podestplatzierung im Weltcup. Beim Saisonhöhepunkt, den Nordischen Skiweltmeisterschaften 2021 in Oberstdorf, belegte sie den 22. Platz über 10 km Freistil, den 17. Rang im 30-km-Massenstartrennen und den siebten Platz im Skiathlon. Zum Saisonende errang sie im Engadin den 29. Platz im 10-km-Massenstartrennen und den 45. Platz in der Verfolgung und erreichte abschließend den 26. Platz im Gesamtweltcup und den 23. Rang im Distanzweltcup. In der Saison 2021/22 errang sie mit vier Top-Zehn-Platzierungen, darunter Platz drei im 10-km-Massenstartrennen im Val di Fiemme und den 11. Platz bei der Tour de Ski 2021/22 den 21. Platz im Gesamtweltcup sowie den 14. Platz im Distanzweltcup. Bei den Olympischen Winterspielen 2022 in Peking belegte sie den 12. Platz mit der Staffel, den neunten Rang im Skiathlon und den siebten Platz im 30-km-Massenstartrennen.

## Etappensiege bei Weltcuprennen
| Nr. | Datum          | Ort           | Disziplin                  | Rennen              |
| --- | -------------- | ------------- | -------------------------- | ------------------- |
| 1.  | 8. Januar 2023 | Val di Fiemme | 10 km Freistil Massenstart | Tour de Ski 2022/23 |

## Teilnahmen an Weltmeisterschaften und Olympischen Winterspielen

### Olympische Spiele
- 2018 Pyeongchang: 12. Platz Staffel, 57. Platz 10 km Freistil
- 2022 Peking: 7. Platz 30 km Freistil Massenstart, 9. Platz 15 km Skiathlon, 12. Platz Staffel

### Nordische Skiweltmeisterschaften
- 2019 Seefeld in Tirol: 8. Platz Staffel, 31. Platz 15 km Skiathlon, 35. Platz Sprint Freistil
- 2021 Oberstdorf: 7. Platz 15 km Skiathlon, 17. Platz 30 km klassisch Massenstart, 22. Platz 10 km Freistil
- 2023 Planica: 6. Platz Staffel, 10. Platz 15 km Skiathlon, 23. Platz 10 km Freistil

## Platzierungen im Weltcup

### Weltcup-Statistik
Die Tabelle zeigt die erreichten Platzierungen im Einzelnen.
- 1.–3. Platz: Anzahl der Podiumsplatzierungen
- Top 10: Anzahl der Platzierungen unter den ersten zehn
- Punkteränge: Anzahl der Platzierungen innerhalb der Punkteränge
- Starts: Anzahl gelaufener Rennen in der jeweiligen Disziplin
- Hinweis: Bei den Distanzrennen erfolgt die Einordnung gemäß FIS.

| Platzierung               | Distanzrennen a | Distanzrennen a | Distanzrennen a | Distanzrennen a | Distanzrennen a | Skiathlon Verfolgung | Sprint | Etappen- rennen b | Gesamt | Team c | Team c  |
| Platzierung               | ≤ 5 km          | ≤ 10 km         | ≤ 15 km         | ≤ 30 km         | > 30 km         | Skiathlon Verfolgung | Sprint | Etappen- rennen b | Gesamt | Sprint | Staffel |
| ------------------------- | --------------- | --------------- | --------------- | --------------- | --------------- | -------------------- | ------ | ----------------- | ------ | ------ | ------- |
| 1. Platz                  |                 | 1               |                 |                 |                 |                      |        |                   | 1      |        |         |
| 2. Platz                  |                 | 1               | 1               |                 |                 |                      |        |                   | 2      |        |         |
| 3. Platz                  |                 | 3               |                 |                 |                 |                      |        |                   | 3      |        |         |
| Top 10                    |                 | 13              | 2               | 3               |                 |                      |        | 2                 | 20     |        | 3       |
| Punkteränge               |                 | 40              | 3               | 10              | 3               | 15                   | 11     | 5                 | 87     | 2      | 6       |
| Starts                    |                 | 50              | 3               | 10              | 3               | 18                   | 29     | 7                 | 120    | 2      | 6       |
| Stand: Saisonende 2024/25 |                 |                 |                 |                 |                 |                      |        |                   |        |        |         |

### Weltcup-Gesamtplatzierungen
| Saison  | Gesamt | Gesamt | Distanz | Distanz | Sprint | Sprint |
| Saison  | Punkte | Platz  | Punkte  | Platz   | Punkte | Platz  |
| ------- | ------ | ------ | ------- | ------- | ------ | ------ |
| 2018/19 | 51     | 69.    | 34      | 53.     | 17     | 53.    |
| 2019/20 | 225    | 32.    | 138     | 26.     | 10     | 67.    |
| 2020/21 | 210    | 26.    | 150     | 23.     | -      | -      |
| 2021/22 | 261    | 21.    | 165     | 14.     | -      | -      |
| 2022/23 | 840    | 21.    | 644     | 13.     | 7      | 115.   |
| 2023/24 | 997    | 16.    | 771     | 13.     | 37     | 76.    |
| 2024/25 | 104    | 93.    | 104     | 62.     | -      | -      |